# Wereldkampioenschappen schaatsen junioren 2022
De wereldkampioenschappen schaatsen junioren 2022 vonden 28 tot en met 30 januari plaats op de openlucht-kunstijsbaan Olympia Eisstadion Innsbruck te Innsbruck, Oostenrijk.
Het was de 50e editie van het WK voor junioren en de eerste sinds 2020, aangezien de editie van 2021 niet doorging vanwege de coronapandemie. Naast de allroundtitels voor jongens (50e) en meisjes (49e) en de wereldtitels in de ploegenachtervolging voor landenteams (20e) waren er voor de dertiende keer wereldtitels op de afstanden te verdienen. De jongens streden voor de wereldtitel op de 500, 1000, 1500 en 5000 meter en de meisjes voor de wereldtitel op de 500, 1000, 1500 en 3000 meter. Verder werden de wereldtitels in de massastart en teamsprint voor de zevende keer vergeven.

## Programma
| Programma                                                 | Programma                                                     | Programma |
| vrijdag 28 januari                                        | zaterdag 29 januari                                           | zondag 30 januari |
| --------------------------------------------------------- | ------------------------------------------------------------- | --- |
| 500 m meisjes 500 m jongens 1500 m meisjes 1500 m jongens | 1000 m meisjes 1000 m jongens 3000 m meisjes* 5000 m jongens* | Ploegenachtervolging meisjes Ploegenachtervolging jongens Teamsprint meisjes Teamsprint jongens Massastart meisjes Massastart jongens |

* 3000m meisjes en 5000m jongens met kwartetstart 

## Medaillewinnaars

### Jongens
| Onderdeel     | Goud                                               | Zilver                                              | Brons                                                           |
| ------------- | -------------------------------------------------- | --------------------------------------------------- | --------------------------------------------------------------- |
| 500 m         | Joep Wennemars                                     | Nil Llop                                            | Yuta Hirose                                                     |
| 1000 m        | Joep Wennemars                                     | Kayo Vos                                            | Tim Prins                                                       |
| 1500 m        | Tim Prins                                          | Joep Wennemars                                      | Emil Pedersen Matre                                             |
| 5000 m        | Sigurd Henriksen                                   | Stijn van de Bunt                                   | Vladimir Semirunniy                                             |
| Allround      | Joep Wennemars                                     | Tim Prins                                           | Emil Pedersen Matre                                             |
| Massastart    | Yang Ho-jun                                        | Kayo Vos                                            | Issei Matsumoto                                                 |
| Teamsprint    | RuslandSergei Bukuev Nikita Proshin Vsevolod Yatov | SpanjeNil Llop Alexander Rezzonico Manuel Taibo     | Zuid-KoreaCho Yeong-jun Jang Seo-jin Ko Eun-woo                 |
| Achtervolging | JapanKotaro Kasahara Issei Matsumoto Shomu Sasaki  | NederlandStijn van de Bunt Tim Prins Joep Wennemars | NoorwegenSondre Buer Åsebø Sigurd Henriksen Emil Pedersen Matre |

### Meisjes
| Onderdeel     | Goud                                                    | Zilver                                                      | Brons                                                      |
| ------------- | ------------------------------------------------------- | ----------------------------------------------------------- | ---------------------------------------------------------- |
| 500 m         | Pien Smit                                               | Yukino Yoshida                                              | Sophie Warmuth                                             |
| 1000 m        | Yukino Yoshida                                          | Alina Dauranova                                             | Jade Groenewoud                                            |
| 1500 m        | Jade Groenewoud                                         | Evelien Vijn                                                | Chloé Hoogendoorn                                          |
| 3000 m        | Jade Groenewoud                                         | Evelien Vijn                                                | Mio Takahashi                                              |
| Allround      | Jade Groenewoud                                         | Evelien Vijn                                                | Park Chae-won                                              |
| Massastart    | Chloé Hoogendoorn                                       | Evelien Vijn                                                | Park Chae-won                                              |
| Teamsprint    | NederlandJildou Hoekstra Chloé Hoogendoorn Pien Smit    | Zuid-KoreaChung Hyun-Seo Kang Soo-min Lee Soo-yeon          | KazachstanAlina Dauranova Darya Gavrilova Inessa Shumekova |
| Achtervolging | NederlandJade Groenewoud Chloé Hoogendoorn Evelien Vijn | RuslandKseniia Korzhova Daria Pavlova Valeriia Sorokoletova | DuitslandMarlen Ehseluns Maira Jasch Josephine Schlörb     |

## Organisatie
De organisatie (Skate Austria Event GmbH) ontving in 2021 een subsidie van € 50.000 vanuit de federale overheid van Oostenrijk, in het kader van een subsidieregeling voor grote sportevenementen. Het Österreichischer Eisschnelllauf Verband ontving daarnaast in 2022 een subsidie van € 18.500 vanuit de federale overheid van Oostenrijk, in het kader van een subsidieregeling voor grote sportevenementen.